# Hrvatske željeznice
Hrvatske željeznice (HŽ, Căile Ferate Croate) este o societate feroviară de transport de călători din Croația.